# Luigi Tenco

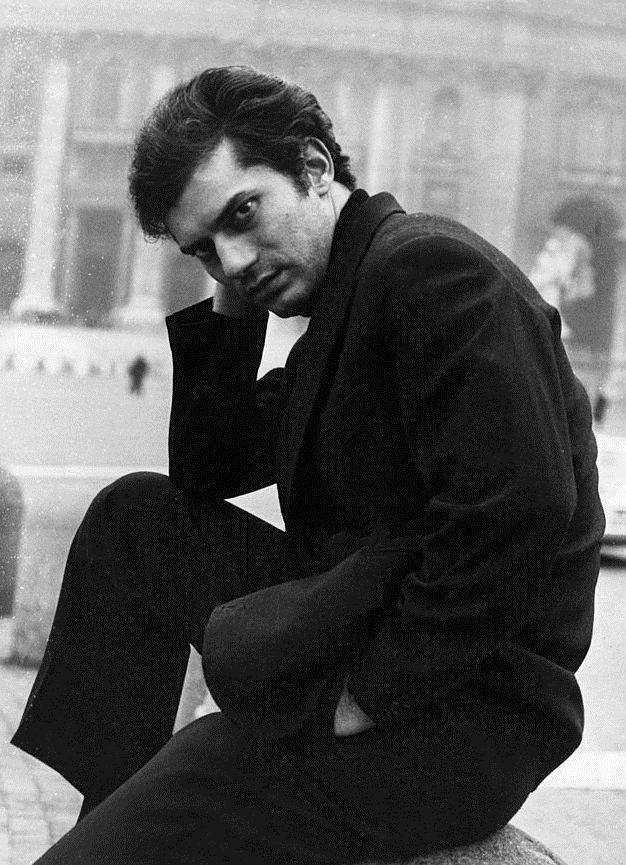
Luigi Tenco, 1967

Luigi Tenco, född 21 mars 1938 i Cassine, Piemonte, död 27 januari 1967 i Sanremo, var en italiensk sångare, låtskrivare och singer-songwriter. Luigi Tenco hörde till den så kallade Genuaskolan, liksom Umberto Bindi, Fabrizio De André, Gino Paoli och Bruno Lauzi.

## Biografi
Luigi Tenco uppfostrades i sin hemort och i Ricaldone (hans mors födelseort). 1948 flyttade Tenco med modern till Ligurien, först till Nervi och sedan till Genua där hon öppnade vinaffär och han själv gick i gymnasiet. Därefter började han högskolan (ingenjörsvetenskap och sedan statsvetenskap). Samtidigt visade han allt större intresse för musik och grundade en rad egna band: Jerry Roll Boys Jazz band (med bl.a. Bruno Lauzi), I Diavoli del Rock (med bl.a. Gino Paoli) och till sist I Cavalieri (1959). 
1961 släpptes Luigi Tencos första singel I miei giorni perduti och året därpå gavs hans första egna självbetitlade album ut. 1965 påbörjade Tenco sin värnplikt men insjuknade och tillbringade tiden på sjukhus.
1966 undertecknade Tenco avtal med RCA och spelade in flera sånger: Un giorno dopo l'altro, Lontano lontano, Uno di questi giorni ti sposerò, E se ci diranno, Ognuno è libero.
I Rom lärde han känna den fransk-italienska sångerskan Dalida som övertalade honom att delta i San Remo-festivalen.
Den 27 januari 1967 framträdde Tenco i San Remo-festivalen med sin egen låt Ciao amore ciao, som även sjöngs av Dalida (enligt festivalsreglerna sjöngs varje bidrag av två artister). Låten kom sist bland tolv bidrag, och missnöjd begick Tenco självmord på Hotel Savoy; i sitt avskedsbrev förklarade att han på det sättet ville protestera mot juryns beslut. 
Luigi Tenco vilar på kyrkogården i Ricaldone.

## Diskografi

### Album
- 1961 Tutte le canzoni di Sanremo
- 1962 Luigi Tenco
- 1965 Luigi Tenco
- 1966 Tenco
- 1967 Ti ricorderai di me
- 1967 Se stasera sono qui
- 1969 Pensaci un po'
- 1972 Luigi Tenco
- 1972 Luigi Tenco canta Tenco, De André, Jannacci, Bob Dylan
- 1977 Agli amici cantautori
- 1982 Profili musicali: luigi tenco
- 1984 Luigi Tenco
- 2002 Tenco

### Singlar
- 1959 Mai/Giurami tu/Mi chiedi solo amore/Senza parole (EP) (med I Cavalieri)
- 1959 Mai/Giurami tu
- 1959 Mi chiedi solo amore/Senza parole
- 1959 Amore/Non so ancora/Vorrei sapere perché/Ieri (EP)
- 1959 Amore/Non so ancora
- 1959 Vorrei sapere perché/Ieri
- 1960 Tell me that you love me/Love is here to stay ( som Gordon Cliff)
- 1960 Quando/Sempre la stessa storia ( som Dick Ventuno)
- 1961 Il mio regno/I miei giorni perduti
- 1961 Quando/Triste sera
- 1961 Una vita inutile/Ti ricorderai
- 1961 lTi ricorderai/Quando
- 1961 Ti ricorderai/Se qualcuno ti dirà
- 1961 Quando/Se qualcuno ti dirà/Ti ricorderai/I miei giorni perduti (EP)
- 1961 Senza parole/In qualche parte del mondo
- 1962 Come le altre/La mia geisha
- 1962 In qualche parte del mondo
- 1962 Quello che conta/Tra tanta gente/La ballata dell'eroe
- 1962 Angela/Mi sono innamorato di te
- 1962 Quando/Il mio regno
- 1963 Io sì/Una brava ragazza
- 1964 Ragazzo mio/No, non è vero
- 1964 Ho capito che ti amo/Io lo so già
- 1965 Non sono io/Tu non hai capito niente
- 1966 Un giorno dopo l'altro/Se sapessi come fai
- 1966 Lontano lontano/Ognuno è libero
- 1967 Ciao amore, ciao/E se ci diranno
- 1967 Quando/Mi sono innamorato di te
- 1967 Ti ricorderai/Angela
- 1967 Guarda se io/Vedrai vedrai
- 1967 Io vorrei essere là/Io sono uno
- 1967 Se stasera sono qui/Cara maestra
- 1968 Pensaci un po'/Il tempo dei limoni
- 1970 Vedrai vedrai/Ah... l'amore l'amore
- 1984 Più m'innamoro di te/Serenella/Più m'innamoro di te